# 日向さん、星野です。
『日向さん、星野です。』（ひなたさん、ほしのです。）は、うおやまによる日本の漫画作品。『週刊少年マガジン』（講談社）にて、2022年36・37合併号より2023年34号まで連載。略称は「ひなほし」。話数カウントは「ノック○」。
単行本第1巻が発売された際には、同誌2023年2・3合併号にて有村藍里が本作への応援メッセージを寄せている。

## 制作背景
作品が生まれたきっかけは、「10代の時に学校の中に溶け込めない自分に悩んでいた。しかし大人になってから、人それぞれに考え方や事情は違うということに気づき、当時気づけなかったことを、このマンガで描いてみたいなと思った。」と話している。

## あらすじ
星野岬は担任から不登校のクラスメイト、日向ももにプリントを届けるように頼まれる。岬の訪問にももはドアを開けようとせず姿を見せることを拒むが、岬は信念から言われたことを愚直に実行しようとした結果、ドアに頭をぶつけ流血。これをきっかけに岬は半ば強引にももに接触し、プリントを渡すことに成功。その後もたびたび岬が日向家を訪れ、少しずつ交流が始まっていく。そしてももは次第に岬に惹かれ恋心を自覚するが、岬は過去の経験から恋愛面では難敵だった。引きこもりからなかなか脱せないもも、家庭に問題を抱える岬、他にも様々な事情を抱えるクラスメイトとの交流を通じ、二人の世界は広がり、距離は縮まっていく。

## 登場人物
日向 もも（ひなた もも）
本作のヒロイン兼主人公。不登校。女子高校生で1年A組の生徒で3年間家に引きこもっている。家まで手紙を届けに来てくれた星野に恋をする。植物や菌類が好きだが、好みが少々尖っておりそれが過去の傷にもなっている。
星野 岬（ほしの みさき）
本作のもう一人の主人公。男子高校生で1年A組の生徒。日向の家まで手紙を届けに行く。大柄で正義感強く、先生や生徒たちから頼られている。しかし実は家庭に問題を抱えている。
好きな食べ物はクレープで、甘党。
三樹 柊介（みき しゅうすけ）
岬、もものクラスメイトの男子。岬を「ほっしー」と呼びよく行動を共にする明るい性格。小柄で貧血持ちであるため、自分の理想の姿に見える岬に懐いている。
原 菊夫（はら きくお）
岬、もものクラスメイトの男子。体質的に小太りであったり、不器用であることからネガティブな性格。そのことからももの心情を理解し、岬に気づきを与えることもある。岬とある程度関係が深くなってからも「友だちなんていないよ」と言うほどの人間不信だった。
花園 ルカ（はなぞの るか）
岬、もものクラスメイトの女子であり、岬に次ぐ日向家への訪問者。非常に明るい性格で、ももに対してもズカズカと内心に踏み込んでくる。ももは当初彼女を敬遠気味だったが、ルカのおかげで岬への恋心を自覚した。児童養護施設で暮らしており、社交性が高いように見えて一匹狼気質。

## 書誌情報
- うおやま『日向さん、星野です。』講談社〈KCデラックス〉、全4巻
  1. 2022年12月16日発売[8][6]、ISBN 978-4-06-529863-3
  2. 2023年3月16日発売[9]、ISBN 978-4-06-530931-5
  3. 2023年6月15日発売[10]、ISBN 978-4-06-531888-1
  4. 2023年9月14日発売[11]、ISBN 978-4-06-532869-9